# ジョルディ・アルバ
ジョルディ・アルバ・ラモス（Jordi Alba Ramos, 1989年3月21日 - ）は、スペイン・カタルーニャ州バルセロナ県ルスピタレート・ダ・リュブラガート出身のサッカー選手。 メジャーリーグサッカー・インテル・マイアミCF所属。スペイン代表。ポジションはディフェンダー、ミッドフィールダー。

## クラブ経歴
FCバルセロナの下部組織であるラ・マシア およびUDコルネジャを経て、2007-08シーズンにバレンシアCFの下部組織バレンシアCF・メスタージャに加入。2008年にトップチーム昇格を果たした。その年にジムナスティック・タラゴナにレンタル移籍し経験を積んだ。
翌年バレンシアに戻り、2009年9月13日、レアル・バリャドリード戦でプリメーラ・ディビシオンデビューを果たした。2010年4月21日、RCDマジョルカ戦でバレンシアでの初ゴールを記録した。

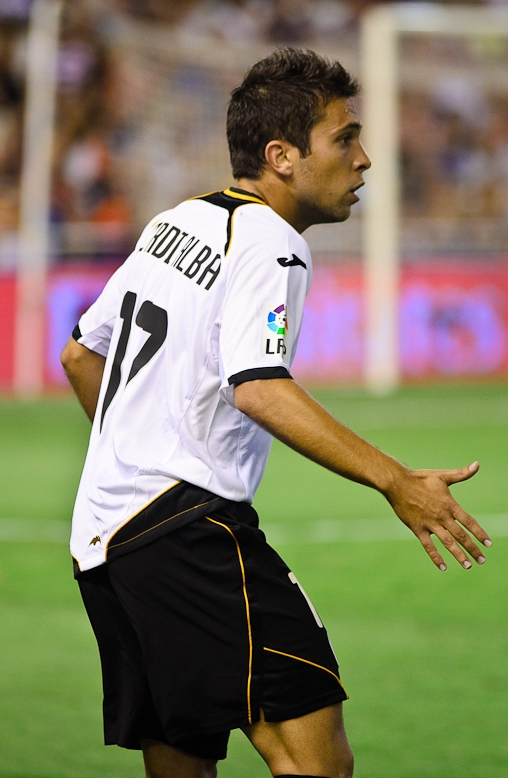
バレンシアでのアルバ（2011年）

2010-11シーズンから左サイドバックに固定されていたことにより活躍しはじめ、注目を浴びスペイン代表にも選出されるようになった。
2011-12シーズン終了後、バレンシアとの契約延長オファーを断り下部組織時代を過ごしたバルセロナへ移籍した。移籍金は1400万ユーロ。背番号は18番。
2013年9月14日、セビージャFC戦で相手選手と接触した際に右足の大腿二頭筋を負傷した。全治約3週間の負傷であったが、10月10日に左足のハムストリングを負傷し、さらに6週間の離脱となった。その後、復帰したものの同じシーズン中の2014年2月に右足のハムストリングを負傷し、再び離脱した。さらに4月のコパ・デル・レイ決勝のレアル・マドリード戦で再び右足の大腿二頭筋を負傷した。
2015年6月2日、2020年までの契約延長交渉がまとまったことが発表された。違約金は1億5000万ユーロに設定された。
2016年5月22日のコパ・デル・レイ決勝戦では決勝ゴールを決めた。
2019年2月28日、バルセロナとの契約を2024年まで延長し、契約破棄金は5億ユーロに設定された。
2021年8月9日、バルセロナの第4キャプテンに任命された。
2022年4月10日、レバンテUD戦で通算421回目の試合に出場したアルバは、バルセロナの歴代出場数トップ10入りを果たした。
5月7日に行われたレアル・ベティスとの試合では、後半アディショナルタイムにダニエウ・アウヴェスのクロスを左足のダイレクトボレーで合わせて勝ち越しゴールを決めた。このゴールによって勝利したバルセロナは翌シーズンのCLの出場権を獲得した。
2023年2月16日、バルセロナで通算450試合目の出場を果たした。5月24日、2023-24シーズンまであった契約を2022-23シーズンで解消する事でFCバルセロナと合意したとクラブ公式サイトで発表された。
2023年7月20日、インテル・マイアミは、アルバと1年半の契約（さらに1年のオプション付き）を結んだことを発表した。  8月15日、アルバはリーグスカップ準決勝のフィラデルフィア・ユニオン戦でクラブ初ゴールを決め、4-1の勝利に貢献した。  9月7日、アルバはロサンゼルスFC戦でクラブのレギュラーシーズン初ゴールを決め、3-1の勝利に貢献した。

## 代表経歴

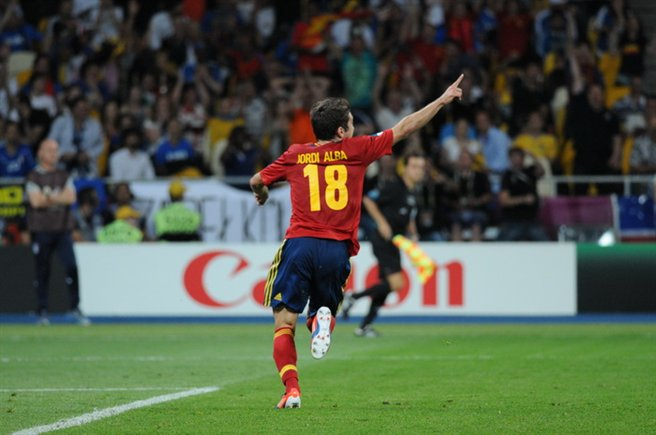
EURO 2012決勝で得点を挙げ喜ぶアルバ

スペイン代表としてUEFA U-19欧州選手権2008に出場し1ゴールを挙げた。また、2009 FIFA U-20ワールドカップにも出場した。
2011年10月11日のUEFA EURO 2012予選スコットランド戦で代表デビューを飾ると、ダビド・シルバの先制点をアシストした。
UEFA EURO 2012では全6試合にフル出場。決勝のイタリア戦ではスペインの2得点目となる代表初ゴールを挙げ、スペインの連覇に貢献した。2012年ロンドンオリンピックに出場するU-23スペイン代表に選出された。
2013年6月23日のFIFAコンフェデレーションズカップ2013、ナイジェリア戦では2得点を挙げた。
2014 FIFAワールドカップに出場するスペイン代表に選出された。
UEFA EURO 2016に出場するスペイン代表に選出された。
2018 FIFAワールドカップに出場するスペイン代表に選出された。2018 FIFAワールドカップ後に就任したルイス・エンリケ監督の初戦となった2018年9月のイングランド戦とクロアチア戦に臨む代表メンバーから落選した。10月の代表戦でも選外となった。エンリケ監督がバルセロナの監督を務めていた頃の確執が原因と報じられていたが、11月の代表戦でエンリケ体制で初招集を受けた。
UEFA EURO 2020に出場するスペイン代表に選出された。本大会では、左サイドバックのレギュラーとして大会に臨み、グループステージ初戦と第2戦ではキャプテンマークを巻き、ベスト8のスイス代表戦ではゴールを挙げるなどの活躍を見せたが、ベスト4で後に大会優勝を果たすイタリア代表にPK戦の末敗れた。
2022年11月11日、W杯カタール大会に臨むメンバーの1人に選ばれた。グループリーグ初戦のコスタリカ戦ではマルコ・アセンシオのゴールをアシスト、更にPKを奪ってチームは7-0の大勝を収めた。第2戦のドイツ戦ではアルバロ・モラタのゴールをアシストし、その後同点とされたものの勝ち点1獲得に貢献した。

## プレースタイル
身長170cmと小柄ではあるものの、テクニックとスピードを武器に攻撃的サイドバックとしてプレーしているが、マルカ紙のエンリケ・オルテゴ記者は攻撃寄りなスタイルなため、守備に課題を残していると見做している。しかし、FCバルセロナで長らく苦楽を共にしたリオネル・メッシとのコンビネーションにおいては、当時のサッカー界で最も破壊力のある2人とされ、そのスタイルはロベルト・カルロスやジョアン・カプデビラから絶賛された。

## 人物・エピソード
2021年7月、2015年から交際し2児を儲けていた彼女と婚約した。

## 個人成績

### クラブ
| クラブ                  | シーズン     | リーグ       | リーグ戦 | リーグ戦 | カップ戦 | カップ戦 | 国際大会 | 国際大会 | その他 | その他 | 合計 | 合計 |
| クラブ                  | シーズン     | リーグ       | 出場     | 得点     | 出場     | 得点     | 出場     | 得点     | 出場   | 得点   | 出場 | 得点 |
| ----------------------- | ------------ | ------------ | -------- | -------- | -------- | -------- | -------- | -------- | ------ | ------ | ---- | ---- |
| バレンシア              | 2007-08      | プリメーラ   | 0        | 0        | 0        | 0        | 0        | 0        | -      | -      | 0    | 0    |
| バレンシア              | 通算         | 通算         | 37       | 3        | 3        | 0        | 7        | 1        | 2      | 0      | 52   | 4    |
| ジムナスティック (loan) | 2008-09      | セグンダ     | 35       | 4        | 1        | 0        | -        | -        | 0      | 0      | 36   | 4    |
| ジムナスティック (loan) | 通算         | 通算         | 35       | 4        | 1        | 0        | -        | -        | 0      | 0      | 36   | 4    |
| バレンシア              | 2009-10      | プリメーラ   | 15       | 1        | 2        | 0        | 9        | 0        | 0      | 0      | 26   | 1    |
| バレンシア              | 2010-11      | プリメーラ   | 27       | 2        | 4        | 0        | 3        | 0        | 0      | 0      | 34   | 2    |
| バレンシア              | 2011-12      | プリメーラ   | 32       | 2        | 8        | 0        | 10       | 1        | 0      | 0      | 50   | 3    |
| バレンシア              | 通算         | 通算         | 74       | 5        | 14       | 0        | 22       | 1        | 0      | 0      | 110  | 6    |
| バルセロナ              | 2012-13      | プリメーラ   | 29       | 2        | 4        | 1        | 9        | 2        | 2      | 0      | 44   | 5    |
| バルセロナ              | 2013-14      | プリメーラ   | 15       | 0        | 5        | 0        | 4        | 0        | 2      | 0      | 26   | 0    |
| バルセロナ              | 2014-15      | プリメーラ   | 27       | 1        | 6        | 1        | 11       | 0        | 0      | 0      | 44   | 2    |
| バルセロナ              | 2015-16      | プリメーラ   | 31       | 0        | 3        | 1        | 9        | 0        | 2      | 0      | 45   | 1    |
| バルセロナ              | 2016–17      | プリメーラ   | 26       | 1        | 6        | 0        | 6        | 0        | 1      | 0      | 39   | 1    |
| バルセロナ              | 2017-18      | プリメーラ   | 33       | 2        | 5        | 1        | 8        | 0        | 2      | 0      | 48   | 3    |
| バルセロナ              | 2018-19      | プリメーラ   | 36       | 2        | 6        | 0        | 11       | 1        | 1      | 0      | 54   | 3    |
| バルセロナ              | 2019-20      | プリメーラ   | 27       | 2        | 3        | 0        | 5        | 0        | 1      | 0      | 36   | 2    |
| バルセロナ              | 2020-21      | プリメーラ   | 35       | 3        | 5        | 2        | 7        | 0        | 2      | 0      | 49   | 5    |
| バルセロナ              | 2021-22      | プリメーラ   | 30       | 2        | 2        | 0        | 11       | 1        | 1      | 0      | 44   | 3    |
| バルセロナ              | 2022-23      | プリメーラ   | 24       | 2        | 2        | 0        | 3        | 0        | 1      | 0      | 30   | 2    |
| バルセロナ              | 通算         | 通算         | 313      | 17       | 47       | 6        | 84       | 4        | 15     | 0      | 459  | 27   |
| キャリア通算            | キャリア通算 | キャリア通算 | 437      | 29       | 62       | 6        | 106      | 5        | 15     | 0      | 620  | 40   |

### 代表
- 国際Aマッチ 93試合 9得点 (2011年 - )[40]

| スペイン代表 | 国際Aマッチ | 国際Aマッチ |
| 年           | 出場        | 得点        |
| ------------ | ----------- | ----------- |
| 2011         | 2           | 0           |
| 2012         | 13          | 2           |
| 2013         | 9           | 3           |
| 2014         | 9           | 0           |
| 2015         | 6           | 1           |
| 2016         | 11          | 0           |
| 2017         | 8           | 2           |
| 2018         | 9           | 0           |
| 2019         | 3           | 0           |
| 2020         | 0           | 0           |
| 2021         | 10          | 0           |
| 2022         | 11          | 1           |
| 2023         | 2           | 0           |
| 通算         | 93          | 9           |

### 代表での得点
| # | 開催日         | 開催地                                         | 対戦国       | スコア | 結果 | 大会                                    |
| - | -------------- | ---------------------------------------------- | ------------ | ------ | ---- | --------------------------------------- |
| 1 | 2012年7月1日   | キエフ、オリンピスキ・スタジアム               | イタリア     | 2–0    | 4–0  | UEFA EURO 2012決勝                      |
| 2 | 2012年10月12日 | ミンスク、ディナモ・スタジアム                 | ベラルーシ   | 0–1    | 0–4  | 2014 FIFAワールドカップ・ヨーロッパ予選 |
| 3 | 2013年6月23日  | フォルタレザ、カステロン                       | ナイジェリア | 0–1    | 0–3  | FIFAコンフェデレーションズカップ2013    |
| 4 | 2013年6月23日  | フォルタレザ、カステロン                       | ナイジェリア | 0–3    | 0–3  | FIFAコンフェデレーションズカップ2013    |
| 5 | 2013年9月6日   | ヘルシンキ、オリンピックスタジアム             | フィンランド | 0–1    | 0–2  | 2014 FIFAワールドカップ・ヨーロッパ予選 |
| 6 | 2015年9月5日   | オビエド、エスタディオ・カルロス・タルティエレ | スロバキア   | 1–0    | 2–0  | UEFA EURO 2016予選                      |
| 7 | 2017年11月11日 | マラガ、エスタディオ・ラ・ロサレーダ           | コスタリカ   | 1–0    | 5–0  | 親善試合                                |
| 8 | 2017年11月14日 | サンクトペテルブルク、ガスプロム・アリーナ     | ロシア       | 0–1    | 3–3  | 親善試合                                |
| 9 | 2022年9月24日  | サラゴサ、エスタディオ・ラ・ロマレーダ         | スイス       | 1-1    | 1-2  | UEFAネーションズリーグ2022-23           |

## タイトル

### クラブ
FCバルセロナ
- プリメーラ・ディビシオン : 6回 (2012-13, 2014-15, 2015-16, 2017-18, 2018-19,2022-23)
- コパ・デル・レイ : 5回 (2014–15, 2015-16, 2016-17, 2017-18, 2020-21)
- スーペルコパ・デ・エスパーニャ : 4回 (2013, 2016, 2018, 2022-23)
- UEFAチャンピオンズリーグ : 2014-15
- UEFAスーパーカップ : 2015
- FIFAクラブワールドカップ : 2015

インテル・マイアミ
- リーグスカップ : 1回 (2023)

### 代表
U-20スペイン代表
- 地中海競技大会 : 2009

スペイン代表
- UEFA欧州選手権 : 2012
- UEFAネーションズリーグ : 2022-23

### 個人
- UEFAチャンピオンズリーグ ベストチーム : 2014-15[41]
- プリメーラ・ディビシオン ベストイレブン : 2014-15[42]